# Базмэн
Базмэн — вулкан на юго-востоке Ирана, в провинции Систан и Белуджистан.
Базмэн — стратовулкан, высотой 3490 метров. Кратер достигает 500 метров в ширину. Находится в 180 километрах к юго-западу от города Захедана.
Вулкан преимущественно сложен андезитами. Из побочных конусов в своё время извергалась вязкая лава, состоящая из базальтов. Данные породы можно встретить на северной стороне вулкана и близлежащей местности к нему. Наблюдается фумарольная активность. Исторические свидетельства об извержении вулкана отсутствуют.

## География
Базмэн находится в 120 км к западу от города Хащ, в 115 км к северо-западу от города Иранишехр и в 30 км к северо-западу от небольшого города Базмэн, на севере котловины Джазмуриан. К нему можно подъехать по двум шоссе: Бам-Ираншехр и Хащ-Ираншехр. Базмэн также носит название "Гора пророка Хизра" или "Живая гора". Гора местным жителям в старину служила в качестве природного ледника. На южных склонах Базмэна находится место паломничества Хизра, к которому каждое лето местные жители едут на верблюде или пешком. Вулканический массив Базмана имеет приблизительно 30 метров в диаметре, и помимо главной вершины включает в себя также несколько второстепенных, которые расположены по диагонали, идущей с северо-востока на юго-запад. Он ограничен равнинами впадин Дащт-е Лута на севере и северо-западе, а также озером Джазмуриан на юго-востоке, и склонами отрогов Среднеиранского нагорья на юго-западе, а Восточноиранского нагорья — на востоке. Высота окрестностей над уровнем моря колеблется между 1100 и 1200 м, что дает Базману относительную высоту максимально 2400 м. Климатические условия окрестных местностей классифицируют как жаркие и пустынные, а относительная влажность воздуха весьма низка, также как и число облачных дней и количество осадков, которое не достигает и 100 мм в год. Мороз — редкое явление здесь, а снег иногда появляется зимою и раннею весной. Летом и осенью, кроме того, появляются ручьи, которые надо разделить на два внутренних водосборных бассейна: Дащт-е Лутский бассейн на севере и Хамун-е Джазмуриан на юге. Уровень солености почвы вулканического массива достаточно высокий по причине присутствия диапира, а вегетация — степного типа. Что касается типа встречающихся на Базмане растений, то это главным образом низкие засухоустойчивые кустарники, которые играют большую роль в устойчивости поверхности почвы, то есть, в недопущении эрозии. Из-за суровых климатических условий окрестности Базмана слабо населены; среди населенных пунктов главным образом преобладают небольшие деревни, чья экономическая жизнь основывается на скотоводстве, а именно — разведении овец, коз и крупного рогатого скота. Самый большой населенный пункт, расположенный поблизости, - это одноименный небольшой город Базман, расположенный приблизительно в 30 км к юго-востоку от вулкана. Поскольку Базман привлекателен с точки зрения альпинизма, в местной экономике важную роль играет туризм. Горные приюты Гуристан, Мадеги, Гавантар, Джахукь, Талару, Бур-Кух, Муки, Али-Хан Кещтан и Кар-Кидар расположены к востоку от вулкана и около Дороги-93 (дороги государственного значения), которая связывает небольшие города Нармащир и Бемпур. Первым европейцем, который в 1893 г. поднялся на вершину Базмана, был британский дипломат Перси М. Сайкс.

## Геология
Базман с точки зрения геоморфологии является частью Среднеиранского нагорья и тектонически активного вулканического региона, в которой находятся также Кале-йе Хасан-Али, Кух-е Надер и Тафтан. Геологически же Базман представляет собою юго-восточное ответвление от пояса вулканических скал, который простирается до Сехенда в Азербайджане на северо-западе Ирана. Указанный субдукционный пояс — результат столкновения евразийской и аравийской литосферных плит, которое происходит начиная с олигоцена, а сам массив Базмана получил свою форму в ходе плиоцена и плейстоцена. На перекрестке среднего и восточного нагорья находится вулканический регион, охватывающий, помимо Базмана, также и Кале-йе Хасан-Али, Кух-е Надер и Тафтан. Около Базмана найдены залежи золота, меди, халькопирита, галенита, пирита, полевых шпатов, кварца.

## Флора и фауна
Базман с прилегающими холмистыми равнинами и степями объявлен защищенною зоною. Она охватывает 324,7 гектаров. Виды растений, господствующих на склонах горы: олеандр, морская полынь и различные виды астрагала. Дикие животные и птицы, проживающие в регионе, суть: куропатка, рябчик, серая куропатка, фазан, заяц, горный козел, горный баран, безрогий баран, овца. В регионе живет также азиатский серый медведь, который меньше по размерам бурого медведя. Эти медведи, вероятно, живут в пещерах длиною 70 см.